# Mrhar
Mrhar je priimek več znanih Slovencev:
- Aleš Mrhar (*1951), farmacevt, univ. profesor
- Eva Mrhar, plesalka, novinarka
- Irena Simčič Mrhar (1950-2010), zdravnica
- Irena Tozon Mrhar, oblikovalka maske in kostumografinja
- Marjeta (Hedviga) Mrhar (1923-2011), usmiljenka, misijonarka na Madagaskarju
- Marjan Mrhar (1935-2002), agronom
- Martina (Bremec) Mrhar, dramaturginja
- Peter Mrhar, fotograf